# Luna piena d'amore
Luna piena d'amore (Lua Cheia de Amor) è una telenovela del 1990. Si tratta di una coproduzione Brasile-Svizzera-Spagna, tramite la TV Globo di Rio de Janeiro, la RTSI del Canton Ticino e l'iberica televisione di stato TVE (che l'ha diffusa col titolo Dime luna). Risulta inedita sui canali italiani.
Composta da 170 episodi della durata di 25 minuti ciascuno, è stata scritta da Ana Maria Moretzsohn, Ricardo Linhares e Maria Carmem Barbosa, e diretta da Roberto Talma. In Brasile è stata trasmessa tra il 1990 e il 1991.